# 明特 (亞利桑那州)
明特（英語：Mint）是位於美國亞利桑那州亞瓦派縣的一個非建制地區。該地的面積和人口皆未知。

## 地理
明特的座標為34°42′10″N 112°34′21″W / 34.70278°N 112.57250°W，而該地的平均海拔高度為1500米（即4921英尺）。